# Bungeishunjū (Verlag)

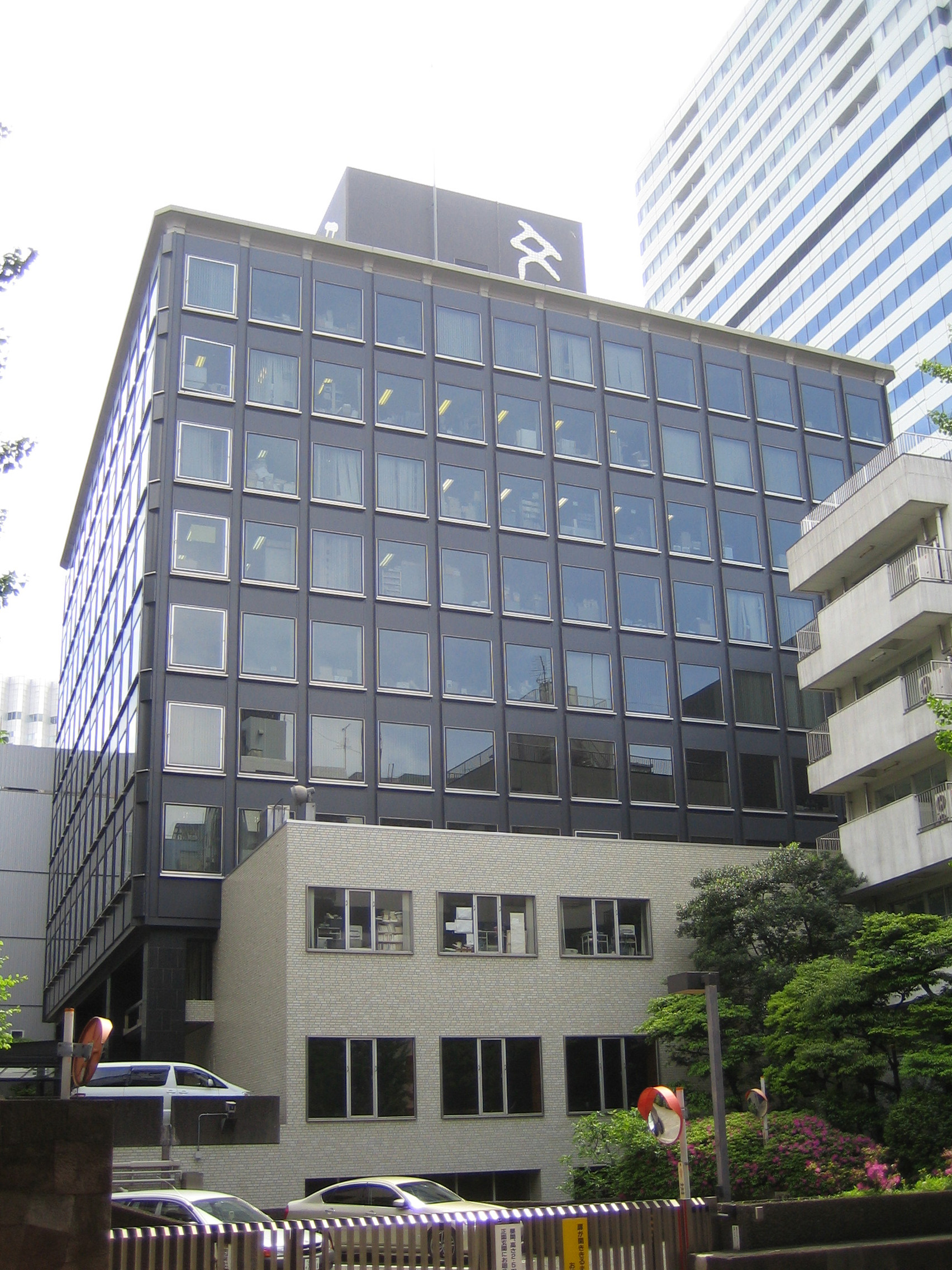
Hauptsitz des Verlags in Tokio

Bungeishunjū (japanisch 株式会社文藝春秋 Kabushiki-gaisha Bungeishunjū, englisch Bungeishunjū Inc.) ist ein japanischer Verlag mit Hauptsitz im Stadtteil Kioi, Stadtbezirk Chiyoda, Tokio. Bungeishunjū veröffentlicht Magazine, wie das Shūkan bunshun (auch bekannt als ゴシップ紙 Goshippu [= gossip]-shi, deutsch ‚Klatschblatt‘).

## Geschichte
Der Verlag wurde im Januar 1923 von Kan Kikuchi zum Vertrieb des vorwiegend literarischen Magazins Bungei Shunjū gegründet. Kikuchi stiftete 1935 den Akutagawa-Preis und den Naoki-Preis. Im März 1946 wurde der Verlag aufgrund von Kriegskollaboration aufgelöst und im Juni von Sasaki Mosaku (1894–1966), einem Mitarbeiter der ersten Stunde, mit der heute noch bestehenden Gesellschaftsform als Kabushiki-gaisha neu gegründet.

## Verlagsprogramm
- Magazine (wöchentlich)
  - Shūkan Bunshun (週刊文春)

- Magazine (zweiwöchentlich)
  - Sports Graphic Number

- Magazine (monatlich)
  - Bungei Shunjū (文藝春秋)
  - alles Yomimono (オール讀物)
  - Bungakukai
  - CREA Frauenzeitschrift (CREA 女性誌)

- Magazine (jeden zweiten Monat)
  - Bessatsu Bungei Shunjū (別册文藝春秋), seit 2015 nur noch online

- Magazine (Jahreszeit)
  - CREA Traveller